# Henricia hedingi
Henricia hedingi är en sjöstjärneart som beskrevs av Madsen 1987. Henricia hedingi ingår i släktet Henricia och familjen krullsjöstjärnor. Inga underarter finns listade i Catalogue of Life.